# Liste der Aussichtstürme im Kanton Basel-Stadt
Die folgende Liste von Aussichtstürmen enthält Bauwerke im Kanton Basel-Stadt, welche über für den Publikumsverkehr zugängliche Aussichtsmöglichkeiten verfügen.
| Bild                       | Name des Turms             | Kanton      | Gemeinde  | Baujahr | Gesamthöhe | Plattformhöhe | Bauwerkstyp      | ZoomViewer Panoramabild |
| -------------------------- | -------------------------- | ----------- | --------- | ------- | ---------- | ------------- | ---------------- | ----------------------- |
| Basler Münster             | Basler Münster             | Basel-Stadt | Basel     | 1230    | 67 m       | 48 m          | Buntsandstein    |                         |
| Bruderholz Wasserturm      | Bruderholz Wasserturm      | Basel-Stadt | Basel     | 1926    | 36 m       | 27 m          | Stahlbeton       |                         |
| Elisabethenkirche          | Elisabethenkirche          | Basel-Stadt | Basel     | 1865    | 71 m       | 53 m          | Grauer Sandstein |                         |
| Siloturm Basel             | Basler Siloturm            | Basel-Stadt | Basel     | 1923    | 45 m       |               | Beton            |                         |
| Fernsehturm St. Chrischona | Fernsehturm St. Chrischona | Basel-Stadt | Bettingen | 1983    | 251 m      | 141 m         | Stahlbeton       |                         |
| Kirche St. Chrischona      | Kirche St. Chrischona      | Basel-Stadt | Bettingen | um 700  | 28 m       | 14 m          | Stein            |                         |

## Hinweise zur Besteigung
- Fernsehturm St. Chrischona[2][3][4]